# 妮塔·巴茨萊
妮塔·巴茨萊（英語：Netta Barzilai，1993年1月22日—），又称妮塔（Netta），是一名以色列歌手、循環樂段藝術家。她獲得了以色列選秀節目閃亮新星第五季的冠軍。在2018年5月12日，她以《Toy》一曲代表以色列參加舉辦於葡萄牙里斯本的2018歐洲歌唱大賽並獲得了冠軍，這也是以色列第四次獲得該賽事冠軍。

## 早年生涯
出生於1993年1月22日，家鄉為以色列西部城市霍德夏沙隆。小時候她曾隨家族移居至奈及利亞為期四年，然後返回以色列。在受到以色列國防軍徵兵之前，她曾在納哈爾度過服務年的志願服務，並在以色列海軍服役。現居住於特拉維夫。

## 音樂生涯
2017年9月，妮塔以蕾哈娜的《Rude Boy》參加閃亮新星的全國選拔。在得到82％得票數後，她晉級至第二階段賽事並演唱大衛·庫塔的《Hey Mama》。2018年2月，她表演了辣妹合唱團的《Wannabe》，雖然在與芮琪·本·阿里（Ricky Ben Ari）的對決中輸了，但經由評審選擇而晉級到下個階段。最後，她以一首融合了PSY《Gangnam Style》及凱莎《Tik Tok》的創作曲獲得冠軍，得分210分，成為以色列當屆歐洲歌唱大賽的參賽代表。

### 2018年歐洲歌唱大賽
2018年2月25日，有報導指出妮塔將會以一首佐以部分希伯來文片語的英語歌曲《Toy》參加歐洲歌唱大賽。此曲由Doron Medley與Stav Beger創作。在該曲音樂錄影帶公布於YouTube後至歐洲歌唱大賽開始前的兩個月間，獲得了兩千萬以上的點閱率，並有超過23萬個like。2018年4月14日，妮塔在阿姆斯特丹的Eurovision in Concert公開表演此曲。
2018年5月8日，妮塔參加了歐洲歌唱大賽的半決賽，獲得283分，為該半決賽第一名。2018年5月12日，她參加了決賽並以529分獲得當屆歐洲歌唱大賽的冠軍。

## 音樂作品

### 單曲
| 標題  | 年份 | 排行榜名次 | 專輯   |
| 標題  | 年份 | 以色列     | 專輯   |
| ----- | ---- | ---------- | ------ |
| "Toy" | 2018 | 1          | 未收錄 |